# Илия Алушевски
Илия Хр. Алушевски (на македонска литературна норма: Илија Алушевски) е фолклорист, етнолог, просветен деец, публицист и хореограф от Република Македония. Алушевски записва народни умотворения от Битолско и други места из Македония, и развива аматьорското народно творчество сред македонските изселници в Германия, Швеция и на други места.

## Биография
Роден е в 1928 година в битолското село Гявато, тогава в Кралството на сърби, хървати и словенци. Завършва Философския факултет на Скопския университет и работи като учител в Щип, в гимназията в Кочани и в Електромашинния училищен център в Битоля. По-късно е научен съветник в Институт за фолклор в Скопие.
От 50-те години до края на живота си Алушевски събира и публикува в списания и книги народни песни. Сътрудничи на фолклорните дружества „Стив Наумов“, „Илинден“, „Алексо Турунджев“, „Гоце Делчев“. Той е един от създателите на Фестивала за народни песни и игри „Илинденски денови“. Редактор е на предаването „Фолклорна плетеница“ на Радио Битоля. В 1982 година публикува първия си сборник народни стихове „Залуде лудо полуде“ с 224 народни песни от всички видове – епически, лирически, лирично-епически (балади и романси). Вторият му сборник „Цвилит конче во гора зелена“ от 1997 година съдържа 715 песни.
Носител е на званието Особено изтъкнат педагогически работник, на наградата „Гюро Салай“, на републиканската награда за изтъкнат просветен работник „Кирил и Методий“, на общинската награда „4-ти ноември“, на Орден за труд със сребърен венец от председателя на СФРЮ, на сребърен плакет на Дружеството за наука и изкуство – Битола и други.
Алушевски умира в 2004 година.